# NGC 4915
NGC 4915 est une galaxie elliptique située dans la constellation de la Vierge. Sa vitesse par rapport au fond diffus cosmologique est de 3 363 ± 31 km/s, ce qui correspond à une distance de Hubble de 49,6 ± 3,5 Mpc (∼162 millions d'al). NGC 4915 a été découverte par l'astronome germano-britannique William Herschel en 1787.
À ce jour, huit mesures non basées sur le décalage vers le rouge (redshift) donnent une distance de 36,400 ± 14,376 Mpc (∼119 millions d'al), ce qui est à l'intérieur des valeurs de la distance de Hubble. Notons cependant que c'est avec la valeur moyenne des mesures indépendantes, lorsqu'elles existent, que la base de données NASA/IPAC calcule le diamètre d'une galaxie et qu'en conséquence le diamètre de NGC 4915 pourrait être d'environ 23,4 kpc (∼76 300 al) si on utilisait la distance de Hubble pour le calculer.